# Otome! Be Ambitious!
Singles de THE Possible
Zenryoku Banzai! My Glory!
(2013) Yuuki Super Ball!
(2014)
Otome! Be Ambitious! (乙女! Be Ambitious!) est le 16e single et 8e single "major" du groupe de J-pop THE Possible.

## Présentation
Le single sort le 11 septembre 2013 au Japon sous le label Victor Entertainment, produit par Tsunku. Il arrive 5e à l'Oricon et reste classé une semaine pour un total de 15 191 exemplaires vendus en tout. Il sort également en cinq éditions limitées notées de A à E, avec une version supplémentaire de la chanson-titre interprétée en solo par une des membres, une par édition.

## Liste des titres
Édition régulière
1. Otome! Be Ambitious! (乙女! Be Ambitious!?)
2. Sakura (さくら?)
3. Otome! Be Ambitious! (Original Karaoke) (乙女! Be Ambitious!（オリジナルカラオケ）?)
4. Sakura (Original Karaoke) (さくら（オリジナルカラオケ）?)

Édition limitée A
1. Otome! Be Ambitious! (乙女! Be Ambitious!?)
2. Sakura (さくら?) (version acoustique en solo par Robin Shōko Okada)
3. Otome! Be Ambitious! (Original Karaoke) (乙女! Be Ambitious!（オリジナルカラオケ）?)
4. Sakura (Original Karaoke) (さくら（オリジナルカラオケ）?)
5. Otome! Be Ambitious! (乙女! Be Ambitious!?) (version en solo par Robin Shōko Okada)

Édition limitée B
1. Otome! Be Ambitious! (乙女! Be Ambitious!?)
2. Sakura (さくら?) (version acoustique en solo par Aina Hashimoto)
3. Otome! Be Ambitious! (Original Karaoke) (乙女! Be Ambitious!（オリジナルカラオケ）?)
4. Sakura (Original Karaoke) (さくら（オリジナルカラオケ）?)
5. Otome! Be Ambitious! (乙女! Be Ambitious!?) (version en solo par Aina Hashimoto)

Édition limitée C
1. Otome! Be Ambitious! (乙女! Be Ambitious!?)
2. Sakura (さくら?) (version acoustique en solo par Yurika Akiyama)
3. Otome! Be Ambitious! (Original Karaoke) (乙女! Be Ambitious!（オリジナルカラオケ）?)
4. Sakura (Original Karaoke) (さくら（オリジナルカラオケ）?)
5. Otome! Be Ambitious! (乙女! Be Ambitious!?) (version en solo par Yurika Akiyama)

Édition limitée D
1. Otome! Be Ambitious! (乙女! Be Ambitious!?)
2. Sakura (さくら?) (version acoustique en solo par Kanami Morozuka)
3. Otome! Be Ambitious! (Original Karaoke) (乙女! Be Ambitious!（オリジナルカラオケ）?)
4. Sakura (Original Karaoke) (さくら（オリジナルカラオケ）?)
5. Otome! Be Ambitious! (乙女! Be Ambitious!?) (version en solo par Kanami Morozuka)

Édition limitée E
1. Otome! Be Ambitious! (乙女! Be Ambitious!?)
2. Sakura (さくら?) (version acoustique en solo par Yuki Gotō)
3. Otome! Be Ambitious! (Original Karaoke) (乙女! Be Ambitious!（オリジナルカラオケ）?)
4. Sakura (Original Karaoke) (さくら（オリジナルカラオケ）?)
5. Otome! Be Ambitious! (乙女! Be Ambitious!?) (version en solo par Yuki Gotō)